# Biogarten Prieros

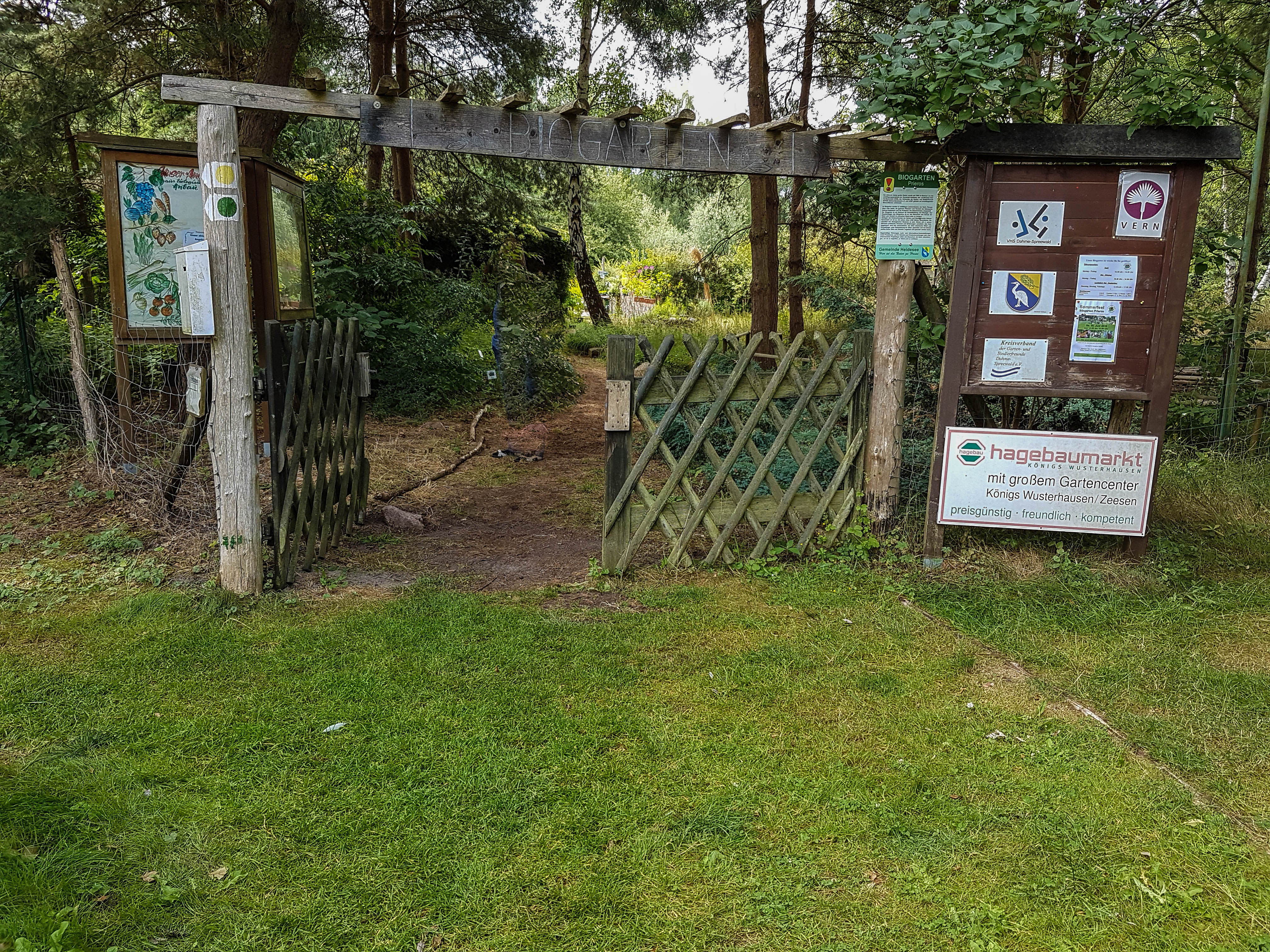
Eingangsbereich des Biogarten Prieros

Der Biogarten Prieros -Informationszentrum für Naturkunde, Ökologie und Umweltschutz- ist ein biologischer Schau- und Lehrgarten im Ortsteil Prieros der Gemeinde Heidesee, Brandenburg. Er stellt typische Biotope des Naturparks Dahme-Heideseen nach, zeigt Möglichkeiten der naturnahen Gartengestaltung auf und verknüpft diese mit Bildungsangeboten zum biologischen Gärtnern.

## Geschichte

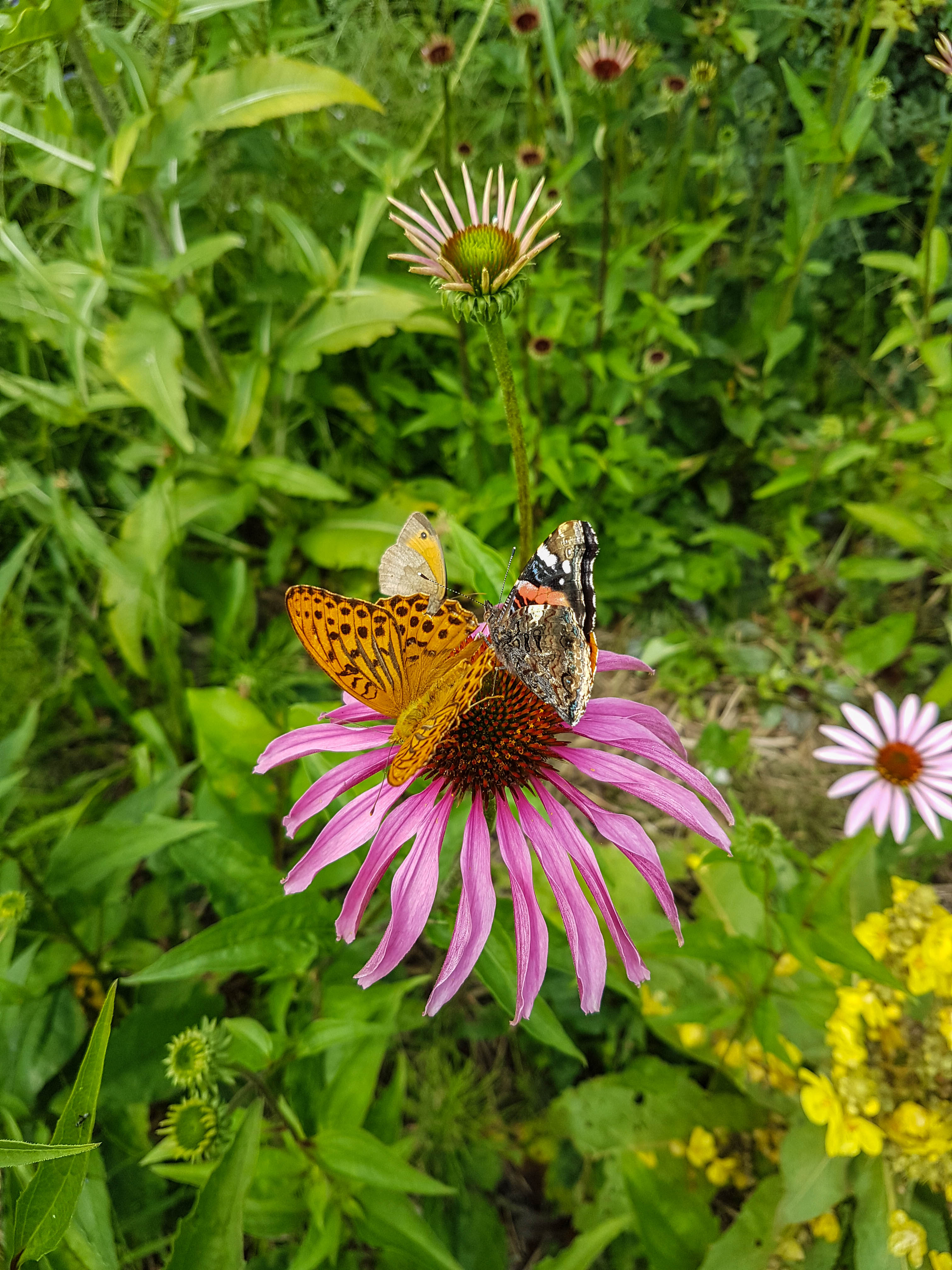
Biogarten Prieros: Kaisermantel, Admiral und Großes Ochsenauge auf Blüte des Purpur-Sonnenhutes

Der Biogarten wurde 1994 im Rahmen eines ABM-Projekts auf brachliegenden Wiesenflächen initiiert. Als Träger fungierten die Gemeinde Prieros und das Volkshochschul-Bildungswerk König Wusterhausen. Die offizielle Eröffnung erfolgte ein Jahr darauf, 1995, als öffentlicher Schau- und Informationsgarten.
Ziel war es, in Form eines Gartens und mittels entsprechender Veranstaltungen ein Lehr- und Bildungsangebot zum Thema „Biologisches Gärtnern“ bereitzustellen. Zielgruppen bildeten in erster Linie Kleingärtner, Kinder und Jugendliche. Des Weiteren rückten Familien generationsübergreifend in den Fokus.
Der Biogarten wurde kontinuierlich erweitert und entwickelte sich zu einem Informationszentrum für Naturkunde und Umweltbildung.  Im Kontext der UN-Dekade Bildung für nachhaltige Entwicklung wurde eine Zukunftswerkstatt initiiert, die sich 2008 mit der Fragestellung beschäftigte, wie der Biogarten als erlebnispädagogisch ausgerichtete Umweltbildungsstätte für Kinder, Jugendliche und erwachsene Garten- und Naturfreunde fest verankert werden kann. Als Ergebnis wurden Kontakte zur Fachhochschule Eberswalde aufgenommen, um Fachpersonal zu eruieren, das Inhalte wie Naturerfahrung Multiplikatoren, wie beispielsweise Erzieher, im Vorschulbereich vermitteln kann. Eine stärkere Vernetzung mit dem Naturpark Dahme-Heideseen wurde ebenfalls ins Auge gefasst.
Träger ist mittlerweile ein Trägerverein, der aus dem Zusammenschluss des Kreisverbands der Garten- und Siedlerfreunde Dahme-Spreewald, der Volkshochschule Dahme-Spreewald und der Gemeinde Heidesee besteht. Seit 2015 obliegt die gärtnerische Leitung dem festangestellten Gartenbauingenieur Franz Heitzendorfer. Der Biogarten zählt durchschnittlich 5000 Besucher pro Jahr (Stand 2013/14).
Im Juni 2020 wurde zwischen dem Träger des Biogartens, der Gemeinde und dem Landkreis eine neue Kooperationsvereinbarung unterzeichnet, die eine deutlich höhere finanzielle Förderung beinhaltet. Damit soll eine konzeptionelle Weiterentwicklung gesichert werden, Kontakte zu Schulen auf Kreisebene ausgebaut sowie vermehrt Bildungs- und Kulturveranstaltungen mit der Volkshochschule Dahme-Spreewald durchgeführt werden. Die Vize-Landrätin und Schuldezernentin Dahme-Spreewalds, Susanne Rieckhof, fasst zusammen: „Der Landkreis möchte den Biogarten als Lernort für die Zukunft rüsten. Umweltbildung ist eine Voraussetzung auf dem Weg zu einer nachhaltigen Gesellschaft.“

## Anlage und Angebote

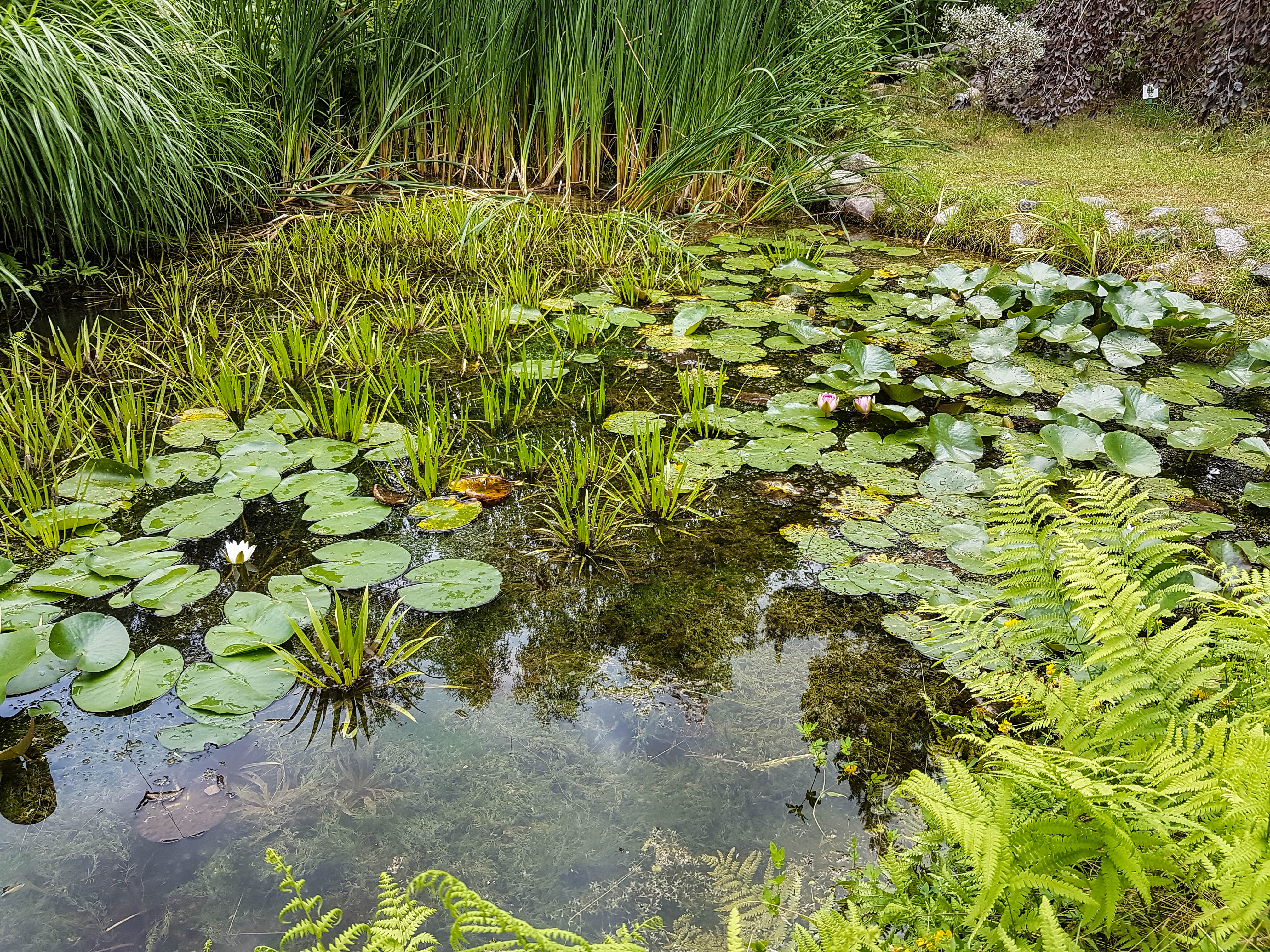
Teich im Biogarten Prieros

Der Biogarten unterhält u. a. auf etwa 1 Hektar einen Gemüsegarten, Obst- und Blumenwiesen, einen Bauerngarten, einen Kräuter- und Apothekergarten sowie Moor- und Feuchtbiotope. Lebensräume wie Teich, Moor oder Heide spiegeln nach eigenen Angaben die für den Naturpark Dahme-Heidesee typische Flora und Fauna wider und zeigen auch Probleme im Zusammenhang mit Naturschutzbelangen auf.
Das Angebot umfasst regelmäßige Führungen, Informationsveranstaltungen und Praxiskurse. Mit speziellen Veranstaltungen für Kinder und Jugendliche wendet sich der Garten an Schulen und Kindereinrichtungen.
Anhand des Bauerngartens wird Interessierten das Prinzip der Vierfelderwirtschaft beispielhaft vermittelt. Kompostplatz, Hügel-, Krater- und Hochbeet unterstützen die anschauliche Vermittlung, wie Obst und Gemüse ohne Kunstdünger und chemische Pflanzenschutzmittel gezogen werden können.  Seminare zur Gestaltung insektenfreundlicher Gärten sind ebenso Teil des Programms wie Gartenbewirtschaftung nach den Grundsätzen der Permakultur, Kurse zum Schnitt von Obst- und Ziergehölzen und Information zur Verwendung alter Kulturpflanzensorten. Produkte des Biogartens wie Gemüse, Obst, Kräuter oder Honig können käuflich erworben werden.
Im Kontext der Veranstaltung Tage der offenen Gärten, die vom Naturpark Dahme-Heideseen und der Volkshochschule Dahme-Spreewald organisiert wird, übernimmt der Biogarten traditionsgemäß die Auftaktveranstaltung, die unter dem Motto „Kultur trifft Natur“ steht. Im Januar 2017 wurde diese Veranstaltungsreihe am Beispiel des Biogartens beim Auftritt des Tourismusverbands Dahme-Seen auf der Grünen Woche in Berlin vorgestellt.

## Belege
1. 1 2 3 4  Kreisverband der Garten- und Siedlerfreunde Dahme-Spreewald e. V.:Biogarten Prieros (Memento des Originals vom 23. September 2018 im Internet Archive)  Info: Der Archivlink wurde automatisch eingesetzt und noch nicht geprüft. Bitte prüfe Original- und Archivlink gemäß Anleitung und entferne dann diesen Hinweis., 2016, aktualisiert am 4. September 2018, aufgerufen am 23. September 2018
2. 1 2  Ministerium für Ländliche Entwicklung, Umwelt und Landwirtschaft des Landes Brandenburg: Nationale Naturlandschaften in Brandenburg – Biogarten Prieros (Memento des Originals vom 23. September 2018 im Internet Archive)  Info: Der Archivlink wurde automatisch eingesetzt und noch nicht geprüft. Bitte prüfe Original- und Archivlink gemäß Anleitung und entferne dann diesen Hinweis.
3. 1 2  Franziska Lutz: Ganzheitliche Umweltbildung und Garten – Ein Umweltbildungskonzept für Grundschüler im Biogarten Prieros Diplomarbeit zur Erlangung des Grades einer Diplom-Ingenieurin (FH) für Landschaftsnutzung und Naturschutz, Februar 2009
4. 1 2 3  Gerlinde Irmscher: Besuch im Biogarten Prieros (Memento des Originals vom 23. September 2018 im Internet Archive)  Info: Der Archivlink wurde automatisch eingesetzt und noch nicht geprüft. Bitte prüfe Original- und Archivlink gemäß Anleitung und entferne dann diesen Hinweis. in Märkische Allgemeine vom 28. Juni 2016, aufgerufen am 23. September 2018
5. ↑  Prieros (Dahme) – hier ist die Natur zu Hause: Biogarten Prieros, aufgerufen am 23. September 2018
6. ↑  U. Schmidt: Biogarten mausert sich zur Bildungsstätte in Lausitzer Rundschau vom 28. Februar 2008,  aufgerufen am 24. September 2018
7. ↑  Iris Stoff: Beete sind für die Saison gemacht. In: Märkische Oderzeitung. 5. Mai 2009 (moz.de).
8. ↑  Brandenburgischer Volkshochschulverband e. V.:Tätigkeitsbericht 2012/2013
9. ↑  Landkreis Dahme-Spreewald unterstützt Biogarten Prieros als Lernort der Zukunft in Niederlausitz aktuell, vom 18. Juni 2020, abgerufen am 19. Juni 2020
10. ↑  Biogarten Prieros als Lernort der Zukunft in Wochenkurier vom 16. Juni 2020, abgerufen am 19. Juni 2020
11. ↑  Volkshochschule Dahme-Spreewald: (Memento des Originals vom 14. Oktober 2018 im Internet Archive)  Info: Der Archivlink wurde automatisch eingesetzt und noch nicht geprüft. Bitte prüfe Original- und Archivlink gemäß Anleitung und entferne dann diesen Hinweis. Programm 2018/19
12. ↑  Naturpark Dahme-Heideseen: Streusandbüchse voller Edelsteine - Biogarten Prieros (Memento des Originals vom 14. Juli 2019 im Internet Archive)  Info: Der Archivlink wurde automatisch eingesetzt und noch nicht geprüft. Bitte prüfe Original- und Archivlink gemäß Anleitung und entferne dann diesen Hinweis., abgerufen am 14. Juli 2019
13. ↑  Gerlinde Irmscher: Kleine Paradiese für Gartenfans in Märkische Allgemeine vom 20. August 2018, aufgerufen am 14. Oktober 2018
14. ↑  Landkreis Dahme Spreewald: (Memento des Originals vom 15. Oktober 2018 im Internet Archive)  Info: Der Archivlink wurde automatisch eingesetzt und noch nicht geprüft. Bitte prüfe Original- und Archivlink gemäß Anleitung und entferne dann diesen Hinweis. Auf Kräuter-Tour im Dahme-Seenland Nachbetrachtung: Tourismusverband präsentierte sich erfolgreich auf der Grünen Woche, vom 8. Februar 2017, aufgerufen am 15. Oktober 2018

Koordinaten: 52° 13′ 10,8″ N, 13° 46′ 23,1″ O